# سيريل ماي
سيريل ماي (بالإنجليزية: Cyril May)‏ هو مغني وكاتب أغاني أسترالي، ولد في 1929.